# Записки от скуки
Записки от скуки (яп. 徒然草 цурэдзурэгуса) — произведение монаха Ёсиды Кэнко (Кэнко-хоси) в жанре дзуйхицу, написанное в XIV веке. Наряду с «Записками у изголовья» Сэй-Сёнагон и «Записками из кельи» Камо-но Тёмэя входит в число «трёх великих дзуйхицу» Японии.

## История
Главной версией относительно времени создания произведения считается конец периода Камакура, около августа 1330 года — сентября 1331 года, однако существует множество других версий, и официально установленной даты нет. Несмотря на то, что Кэнко писал «Записки» в солидном возрасте, существует версия, что он включил в них и свои сочинения, написанные в молодые годы. Также не существует никаких точных свидетельств того, что именно Кэнко написал «Записки».
Включая вступление, произведение состоит из 244 глав-данов (яп. 段 дан). Оно написано в стиле вакан конко-бун (яп. 和漢混交文 вакан конко:-бун), то есть смешанным китайско-японским стилем, с использованием знаков каны. Во вступлении Кэнко сообщает, что писал «от скуки, что в голову придёт», и далее в каждом дане следуют пространные неупорядоченные описания его размышлений, смешанных чувств, анекдотов. Произведение относится к отшельнической литературе. В «Записках» нашёл отражение опыт Кэнко как поэта вака, учёного-классициста и выдающегося писателя, затрагиваемые им темы довольно разнообразны. Также благодаря тому, что у него был дом в Нарабигаоке, где находится буддийский храм Нинна-дзи, в произведении немало историй, связанных с этим храмом.

Вступление «Записок от скуки»: 
Когда весь день праздно сидишь против тушечницы и для чего-то записываешь всякую всячину, что приходит на ум, бывает, такое напишешь — с ума можно сойти.
Считается, что после смерти Кэнко его «Записки» собрал и обобщил военный губернатор Кюсю во времена сёгуната Муромати Имагава Садаё, который водил близкую дружбу с учеником Кэнко Мёсё Мару.
Похоже, что «Записки» оставались незамеченными более века после своего составления — в документах той эпохи они нигде не упоминаются — пока в середине эпохи Муромати на них не обратил внимание поэт-монах Сётэцу. Он переписал их, снабдив кратким жизнеописанием Кэнко, и указал, что это произведение принадлежит авторству монаха Кэнко. Произведение получило широкое распространение благодаря ученикам Сётэцу и поэтам рэнга, которые жили во эпоху смуты годов Онин (1467—1477 гг.) и сопереживали автору «Записок», воспринимая их c точки зрения непостоянства вещей и бренности жизни. С наступлением эпохи Эдо появилось печатное издание «Записок» с комментариями таких поэтов и японоведов, как Като Бансай (в 1661 г.) и Китамура Кигин (в 1667 г.). Мораль «Записок» была близка и понятна эдоским горожанам, они полюбили её как классику в духе их времени. Так, «Записки» оказали большое влияние на культуру эпохи Эдо. Тогда же «Записки» перешли в разряд классических произведений и прочно закрепились в литературном мире. Именно по этой причине существует большое количество рукописей «Записок» в период Эдо, в то время как в эпоху Муромати их практически не было.
Иллюстрации к «Запискам» появились значительно позже, самое старое из сохранившихся иллюстрированных изданий относится к 7-му году периода Канъэй (1630 г.). Похоже, что иллюстрированное издание пришлось по вкусу читателям, до нашего времени дошли свитки-эмаки и альбомы кисти таких первоклассных художников того времени, как Тоса Мицуоки, Сумиёси Кугэй и Дзёкэй; получили признание эмаки кисти Кайхо Юсэцу, которые содержат иллюстрации почти ко всем данам произведения (хранилище музея Сантори, Токио, 20 свитков).
Среди повествований «Записок» встречаются описания событий и людей той эпохи, поэтому они также широко используются в качестве исторической справки. Считается, что в «Записках» встречается первое упоминание автора «Повести о доме Тайра».

## Критика
Писатель Ёсинори Симидзу (р. 1947 г.) называет «Записки» «фундаментом и образчиком интеллектуального эссе», а потому все современные писатели, начиная писать эссе, движимы необходимостью «высмеять ошибки и глупость современного мира — как это сделано в „Записках“». По словам Симидзу, именно после такого чтения, где автор как Кэнко разносит по камушку всех людей, которые никуда не годятся, на душе становится легко и радостно.

## Публикации
- Кэнко-Хоси. Записки от скуки (Цурэдзурэгуса) / Пер. с япон., вступ. ст. комм. и указ. В. Н. Горегляда. — М.: Наука, ГРВЛ, 1970. — 256 с. — (Памятники письменности Востока. XXIX).
- Канэёси Ёсида. Записки на досуге / Пер. с япон. А. Н. Мещерякова. — М.: Наталис, 2009. — 192 с.: ил. — (Восточная коллекция). — ISBN 978-5-8062-0296-4.